# かぶら文化ホール
かぶら文化ホール （かぶらぶんかホール）は、群馬県富岡市上黒岩にある群馬県立自然史博物館併設の多目的ホール。

## 概要
群馬県立自然史博物館に併設する、富岡甘楽地域の多目的ホール（音楽、演劇、舞踊、映画、式典）として1996年10月22日開館。上信越の山々を一望する自然豊かなもみじ平総合公園に建設され、オーケストラピットを備えた1100席の多目的ホールは、富岡甘楽地域における多彩な芸術文化活動を展開する中心的な文化施設となっている。

## 利用情報
- 客席数 - 1,100席（1階780席、2階320席）
- 構　造 - 鉄筋コンクリート造（地上2階・地下1階、プロセニアム型）
- 駐車場 - 無料、800台
- 所在地 - 〒370-2345 群馬県富岡市上黒岩1674-1

## 交通アクセス
- 上信電鉄　上州富岡駅 乗り合いタクシー黒岩線「総合公園」下車1分
- JR東日本信越本線・磯部駅 タクシー15分
- 上信越自動車道 富岡ICから車で15分
- 上信越自動車道 下仁田ICから車で15分

## 周辺情報
- 富岡製糸場
- 磯部温泉
- 貫前神社